# M-Aktion
La  M-Aktion (pour Möbel-Aktion ; «Opération Meubles » en français) est une opération autorisée en décembre 1941 par Hitler en raison de la pénurie de meubles à l'est et organisée à partir de janvier 1942 par le ministère des Territoires occupés de l'Est du Troisième Reich, dont  l'« antenne ouest » est créée en avril 1942. Cette opération vise à confisquer et à s'emparer des meubles et autres objets d'ameublement des « appartements juifs non surveillés » des Juifs de France ou des pays du Benelux en fuite ou déportés. Les meubles sont placés dans des entrepôts de collecte et initialement mis à la disposition des administrations dans les territoires occupés de l'Est. Par la suite, ces objets sont proposés à la vente dans le Reich allemand, en principe pour ses habitants dont les logements ont été endommagés par les bombardements.

## Antenne Ouest
L'État-major d'intervention du Reichsleiter Rosenberg (Einsatzstabes Reichsleiter Rosenberg, ERR) se voit confier une mission de spoliation supplémentaire des biens juifs dans les pays occidentaux occupés. L'Action meuble (M-Aktion) consiste à confisquer et à transporter les meubles, les articles ménagers et les vêtements des foyers juifs de France, de Belgique et des Pays-Bas. L’État-major d'intervention du Reichsleiter Rosenberg (ERR) se trouve rapidement surchargé par l'énormité de la tâche et à la suite d'une demande de la part d'Alfred Rosenberg auprès d'Adolf Hitler, ce dernier est autorisé à ouvrir une "antenne ouest" (Dienstelle Westen) le 1er avril 1942 à Paris. Cette antenne ouest est indépendante du Ministère des Territoires occupés de l'Est et dispose de succursales dans les territoires occupés en France, en Belgique et  aux Pays-Bas.
Kurt von Behr est chargé de l'antenne ouest    P Le personnel allemand de l'agence comprenait environ 80 hommes et 30 femmes fonctionnaires et employés qui appartenaient au "ministère du Reich pour les territoires occupés de l'Est". Au total, le nombre de personnes travaillant pour le M-Aktion était sans doutes de plusieurs milliers. Rien que pour l'évacuation du contenu des appartements, jusqu'à 1 500 ouvriers français étaient occupés chaque jour avec 150 camions ; 800 travailleurs forcés juifs étaient utilisés et casernés dans trois camps d'internement afin de trier et d'anonymiser les objets spoliés : monogramme d'argenterie, ex-libris de livres, etc. En outre, de nombreux policiers et ouvriers ont été mobilisés pour faciliter le transport.
Le gouvernement de Vichy participe également à cette spoliation en mettant en œuvre une politique d’aryanisation visant à exclure les Juifs de tous les secteurs de l’économie et de la société. Le Commissariat général aux questions juives (CGQJ), institué par la loi du 29 mars 1941, nomme des administrateurs provisoires chargés de la gestion et de la vente des biens juifs. Les marchands d’art et d’antiquités et les collectionneurs privés sont bien sûr touchés par cette aryanisation.
À la fin de l'année 1943, 24 000 wagons de marchandises ont transporté près d'un million de mètres cubes de meubles dans l'Est. À Paris, 38 000 « propriétés abandonnées » ont été vidées. En janvier 1944, 54 grands entrepôts contiennent le mobilier et les affaires personnelles de Juifs tués dans l'Est ou déportés au camp de concentration de Theresienstadt.

## Médiagraphie
- Le Pillage des appartements juifs : l’Opération Meuble, documentaire de Cyril Denvers, 2020.